# Varumärkesbyggande
Varumärkesbyggande är metoden att använda ett företags namn som produktnamn. Ett varumärke är en viktig tillgång för ett företag. Varumärkesbyggandet för företaget som helhet avser att stärka positionen på marknaden (på engelska används termen corporate branding).

## Varumärkesbyggande för en produkt
När det gäller en vara försöker man att använda företagets marknadsvärde för att skapa igenkänning av varan. Det kan bestå i att varje vara får samma varumärke eller läggs samman och marknadsförs som en familj av varor. I fallet Disney till exempel, inkluderas ordet Disney i namnet på många av deras produkter, andra exempel är IBM och Heinz. Denna strategi kontrasterar mot den individuella marknadsföringen av en enskild produkt, där varje produkt har ett unikt varumärke och företagsnamnet inte exponeras mot konsumenten.

## Varumärkesbyggande för ett företag
Arbetet med varumärkesbyggande kan gälla hela företagets ställning på marknaden (engelsk term corporate branding), men det kan också ha andra "vinklingar" såväl externt som internt. Det interna varumärkesbyggandet (på engelska employee branding) avser att bättra på personalens egenskaper, värderingar och mål. Det finns också ett externt varumärkesbyggandet som är inriktat på att stärka företagets varumärke såsom arbetsgivare (engelsk term employer branding).
Ett starkt internt varumärke stärker personalens lojalitet och leder till bättre produktivitet och bättre arbetsmiljö.

## Personligt varumärkesbyggande (personal branding)
Personligt varumärkesbyggande förekommer till exempel för kändisar, artister, idrottsstjärnor, politiker med flera. En enkel modell för personligt varumärkesbyggande kan bestå av tre steg: identifiera de personliga värderingarna, undersök hur de framställs i utseende, ord och handling, definiera kärnområden för kampanjen.
I en C-uppsats har påvisats hur olika retoriska verktyg har hjälpt presidentkandidaternas fruar i sitt varumärkesbyggande av respektive presidentkandidat (Obama och Romney).

## En nations varumärke
Varumärkesbyggande kan också ske på nationsnivå (engelsk term nation branding). Uppgiften är då något mer komplex än när det gäller ett företag. Avsikten är att skapa en positiv bild av landet och stärka landets varumärke, vilket gynnar näringsliv och turism. Arbetet sker i steg: definiera målgruppen, skapa den gemensamma bild eller plattform som ska föras ut och koncentrera sig på kärnvärden.

## Varumärkesbyggande på internet
Det finns många olika sätt att skapa varumärkesbyggande marknadsföring på Internet. Ett av de områden som växer snabbast är Inbound marketing, (ingående marknadsföring) där man genom ett antal olika kanaler på Internet (taktiker), banar väg från sökningar i sökmotorer, som skapar länkar in till just det företagets webbplats (och landningssida). Exempel på sådana kanaler och taktiker, är bland annat sociala medier, film, PodCast, webbinarier, bloggar, landningssidor, så kallade whitepapers (e-blad), Q & A-sidor, market automation, lead nurturing, sökordsoptimering (SEO), infographics m m.
Genom att använda en kombination av dessa skapar det ofta högre indexering på sökmotorer. Rätt använt ökar det oftast trafiken in till en webbplats. Inom Inbound marketing handlar det också om hur man "behåller besökaren på webbplatsen" och genom bland annat "landningsidor"/formulär ökar besökarantalet till leads, genom att man får anmäla sig eller ge ifrån sig uppgifter såsom e-postadress, namn, företag etc för att t.ex. få en e-book, ett instruktionsblad, anmäla sig till ett seminarium/webbinarium etc.   
Ett av de företag som ligger bakom begreppet Inbound marketing är amerikanska HubSpot, som tillhandahåller ett verktyg för att kunna hantera olika inbound marketing-aktiviteter. Det har också startats allt fler så kallade Inbound marketing-byråer runt om i världen och det finns också certifierade inbound marketing-konsulter.